# Naumachie van Augustus
De Naumachie van Augustus (Latijn:Naumachia Augusti) was een groot kunstmatig meer, dat werd gebruikt om zeeslagen na te spelen in het oude Rome.

## Geschiedenis
Het was het tweede in zijn soort in Rome. Julius Caesar had in 46 v.Chr. al een meer laten uitgraven op het Marsveld, waar ter ere van zijn drievoudige triomftocht naumachiae werden gehouden. Dit werd enige jaren later weer drooggelegd.
Augustus liet een permanente naumachie aanleggen om ter gelegenheid van de opening van zijn Tempel van Mars Ultor in 2 v.Chr. een grote zeeslag te kunnen opvoeren. Bij de opening werd de slag bij Salamis nagespeeld, waarbij ongeveer 3.000 gladiatoren ingezet werden.
Cassius Dio beschrijft een zeeslag die Titus in het jaar 80 liet opvoeren ter ere van de opening van het Colosseum. Hierbij werd een slag van de Peloponnesische Oorlog nagespeeld tussen de Atheners en de Syracusanen. Een ommuurd eilandje in het midden van het meer stelde Syracuse voor en de Atheners moesten het bestormen en veroveren.
Ondanks het feit dat er nieuwe naumachiae werden gebouwd, bleef de Naumachie van Augustus nog tot de tweede eeuw in gebruik. In de derde eeuw waren nog steeds delen van de naumachie zichtbaar.

## De naumachie
De naumachie lag buiten de stadsmuur, ten westen van de Tiber in de regio XIV Trans Tiberim, de huidige wijk Trastevere. Het is niet precies bekend waar de naumachie lag, maar vermoedelijk was dit op de plaats van de huidige kerk S. Cosimato.
De afmetingen van het meer waren 536 bij 357 meter. Om het meer heen was een rij bomen geplant, de zogenaamde Nemus Caesarum, en een park dat gewijd was aan de geadopteerde zonen Gaius en Lucius van Augustus. Titus liet voor zijn show een deel van het meer met houten platen afdekken en rondom houten tribunes bouwen. Bij de naumachie hoorde ook een grote brug, de pons naumachiarius, die mogelijk over het meer gebouwd was en tot doel had de machines te kunnen bedienen die gebruikt werden bij de shows.
Speciaal voor zijn naumachie liet Augustus het Aqua Alsietina aquaduct aanleggen. Dit voerde niet-drinkbaar water aan van het Alsietinus meer, 22 kilometer ten noorden van Rome, waarmee de naumachie gevuld werd.